# Neusticomys oyapocki
Neusticomys oyapocki е вид бозайник от семейство Хомякови (Cricetidae).

## Разпространение
Видът е разпространен в Бразилия и Френска Гвиана.